# Bosque de protección Aledaño a la Bocatoma del Canal Nuevo Imperial
El Bosque de Protección Aledaño a la Bocatoma del Canal Nuevo Imperial es un área protegida en el Perú. Se encuentra en el departamento de Lima, en la provincia de Cañete, distrito Nuevo Imperial.
Fue creado el 19 de mayo de 1980, mediante Resolución Suprema Nº0007-80-AA/DGFF.. Tiene una extensión de 18,11 hectáreas.
Está ubicada en el distrito de Nuevo Imperial en la provincia de Cañete, región Lima.
Tiene como objetivo la conservación de los suelos así como garantizar el abastecimiento de agua. El lugar se puede realizar la observación de aves.
Es la primera área protegida de la categoría de Bosque de Protección del Perú.